# 桑沃
桑沃（法語：Cenves，法語發音：[sɑ̃v]）是法国罗讷省的一个市镇，属于索恩河畔自由城区。

## 地名
“桑沃”（Cenves）一名源自古高盧語词，意为“山”（同塞文山）。

## 地理
桑沃（46°16'5"N, 4°38'59"E）面积26.48 平方千米，位于法国奥弗涅-罗讷-阿尔卑斯大区罗讷省，该省份为法国中东部省份，北起顺时针与索恩-卢瓦尔省、安省、里昂大都会、伊泽尔省和卢瓦尔省接壤。
与桑沃接壤的市镇（或旧市镇、城区）包括：塞里耶尔、瑞列、莱讷、索吕特雷-普伊、韦尔日松、特拉迈、格罗讷河畔热尔莫勒、德格罗讷。

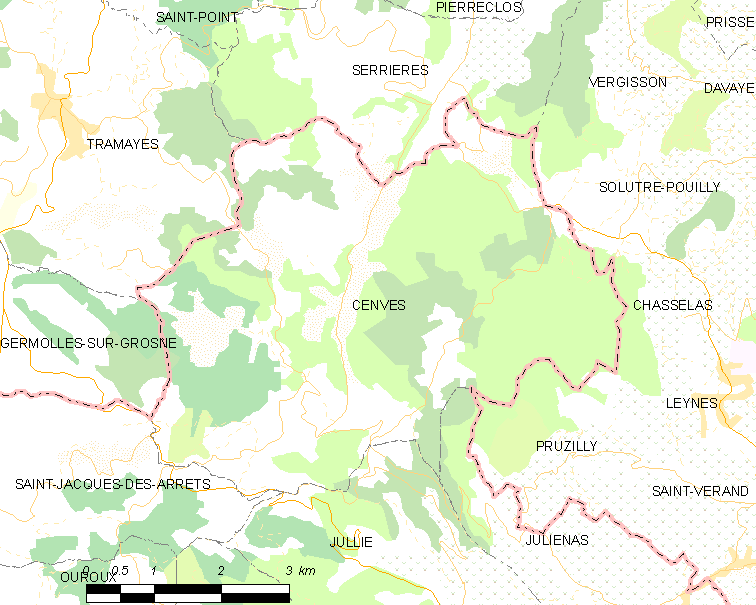
桑沃的OSM定位图

桑沃的时区为UTC+01:00、UTC+02:00（夏令时）。

## 行政
桑沃的邮政编码为69840，INSEE市镇编码为69035。

## 政治
桑沃所属的省级选区为博若莱地区贝尔维尔县。

## 人口

1962-2008年间桑沃人口变化图示

桑沃于2022年1月1日时的人口数量为393人。